# Donkse Laagten
Donkse Laagten este o arie protejată (arie de protecție specială avifaunistică — SPA) din Țările de Jos întinsă pe o suprafață de 190 ha, integral pe uscat.

## Localizare
Centrul sitului Donkse Laagten este situat la coordonatele 51°53′10″N 4°46′07″E / 51.8862°N 4.7686°E.

## Înființare
Situl Donkse Laagten a fost declarat arie de protecție specială avifaunistică în martie 2000 pentru a proteja 3 specii de animale.

## Biodiversitate
Situată în ecoregiunea atlantică, aria protejată nu include niciun habitat protejat.
La baza desemnării sitului se află mai multe specii protejate de  păsări (3): gârliță mare (Anser albifrons), Branta leucopsis, Cygnus columbianus bewickii